# 日高支庁
日高支庁（ひだかしちょう）は、かつて北海道に存在した支庁のひとつ。支庁名は日高国に由来する。日本国内における最大の馬産地として知られる。支庁所在地は浦河郡浦河町。2010年（平成22年）4月1日、日高振興局に改組。

## 歴史
- 1897年（明治30年）11月5日 - 浦河支庁を設置
- 1932年（昭和7年）8月15日 - 浦河支庁を日高支庁と改称する。
- 1948年（昭和23年）10月20日 - 地方自治法の施行に基づき支庁は都道府県が条例で任意に設置する総合出先機関となり、北海道支庁設置条例（昭和23年9月27日条例第44号）が施行される（条例で浦河郡、様似郡、幌泉郡、新冠郡、沙流郡、日高郡を所轄区域、支庁の位置を浦河郡浦河町と定める）[1]。
- 2006年（平成18年）3月1日 - 沙流郡日高町と門別町が新設合併し、新町制による日高町が発足。
- 2006年（平成18年）3月31日 - 静内郡静内町と三石郡三石町が新設合併し日高郡新ひだか町が発足。
- 2008年（平成20年）6月28日 - 北海道議会において､日高支庁を胆振支庁に編入する等､14支庁を9地域に再編し、名称を支庁から地域振興局に改める旨の条例案が可決された｡この条例では、日高振興局は日胆総合振興局の下に置かれることになっていた。
- 2009年（平成21年）3月31日 - 他の総合振興局への編入対象となった支庁の反発を受け、北海道議会で条例の改正案が可決。これに伴い、振興局は総合振興局と同等の扱い（地方自治法上の支庁）へ改められるとともに、広域で所管することが望ましい業務に関しては隣接する総合振興局の所掌事務とすることが出来るとされた。
- 2010年（平成22年）4月1日 - 日高支庁が廃止され、日高振興局が発足。

## 地理

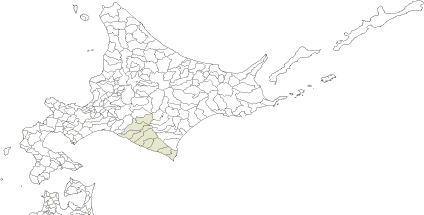
道内における日高支庁の位置

### 都市雇用圏（10% 通勤圏）の変遷
以下は、日高振興局における都市雇用圏（10% 通勤圏、中心都市の DID 人口が1万人以上）の変遷である。一般的な都市圏の定義については都市圏を参照のこと。
- 10% 通勤圏に入っていない自治体は、各統計年の欄で灰色かつ「-」で示す。

| 自治体 ('80) | 1980年                | 1990年                | 1995年                | 2000年                | 2005年                | 2010年                    | 自治体 （現在） |
| ------------ | --------------------- | --------------------- | --------------------- | --------------------- | --------------------- | ------------------------- | --------------- |
| 日高町       | -                     | -                     | -                     | -                     | -                     | -                         | 日高町          |
| 門別町       | -                     | -                     | -                     | -                     | -                     | -                         | 日高町          |
| 平取町       | -                     | -                     | -                     | -                     | -                     | -                         | 平取町          |
| 新冠町       | 静内 都市圏 3万3868人 | 静内 都市圏 3万1131人 | 静内 都市圏 3万0130人 | 静内 都市圏 2万9329人 | 静内 都市圏 2万8501人 | 新ひだか 都市圏 3万1194人 | 新冠町          |
| 静内町       | 静内 都市圏 3万3868人 | 静内 都市圏 3万1131人 | 静内 都市圏 3万0130人 | 静内 都市圏 2万9329人 | 静内 都市圏 2万8501人 | 新ひだか 都市圏 3万1194人 | 新ひだか町      |
| 三石町       | -                     | -                     | -                     | -                     | -                     | 新ひだか 都市圏 3万1194人 | 新ひだか町      |
| 浦河町       | 浦河 都市圏 1万9408人 | -                     | -                     | -                     | -                     | -                         | 浦河町          |
| 様似町       | -                     | -                     | -                     | -                     | -                     | -                         | 様似町          |
| えりも町     | -                     | -                     | -                     | -                     | -                     | -                         | えりも町        |

## 地域

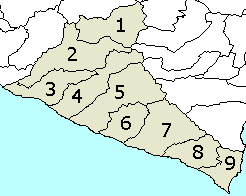
日高支庁の自治体
1,3. 日高町2. 平取町4. 新冠町5,6. 新ひだか町7. 浦河町8. 様似町9. えりも町

全域が日高国の領域に属する。
- 沙流郡：日高町 - 平取町
- 新冠郡：新冠町
- 日高郡：新ひだか町
- 浦河郡：浦河町
- 様似郡：様似町
- 幌泉郡：えりも町